# 1814 în literatură
Anul 1814 în literatură a implicat o serie de evenimente și cărți noi semnificative.  

## Cărți noi
- Jane Austen — Mansfield Park
- Fanny Burney — The Wanderer
- Mary Brunton - — Discipline
- Lord Byron - The Corsair
- Selina Davenport — The Hypocrite
- Maria Edgeworth — Patronage
- Pierce Egan — The Mistress of Royalty
- Jane Harvey
  - Auberry Stanhope
  - Ethelia: a Tale
- Ann Hatton — Conviction
- Laetitia Matilda Hawkins - Rossane
- William Henry Hitchener — The Towers of Ravenswold
- Barbara Hofland — Emily and Her Friends
- Christian Isobel Johnstone - the Saxon and the Gaël
- Mary Meeke — Conscience
- Lady Morgan — O'Donnell
- Anna Maria Porter — The Recluse of Norway
- Regina Marie Roche— Trecothick Bower
- Honoria Scott — The Castle of Strathmay
- Sir Walter Scott — Waverley
- Mary Martha Sherwood — The History of Little Henry and his Bearer
- Louisa Stanhope — Madelina: A Tale Founded on Facts
- Elizabeth Thomas — The Prison-House
- Jane West — Alicia de Lacy